# ديون بنتلي
ديون بنتلي (بالإنجليزية: Dion Bentley)‏ هو منافس ألعاب قوى أمريكي، ولد في 26 أغسطس 1971 في بن هيلز ‏ في الولايات المتحدة.

## وصلات خارجية
- ديون بنتلي على موقع الاتحاد الدولي لألعاب القوى (الإنجليزية)